# Orestes (prefeito do Egito)
Orestes (fl. 415) foi o prefeito augustal da Diocese do Egito, que é como era conhecido o governador do Egito romano no ano de 415. Orestes bateu de frente com o bispo de Alexandria, Cirilo, e esta disputa foi uma das causas da morte da filósofa, professora e cientista Hipátia.

## Biografia

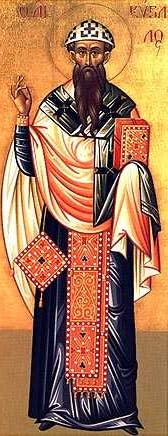
Bispo Cirilo de Alexandria, oponente de Orestes, que fez uso de sua influência sobre civis governados pelo prefeito em Alexandria

Em 415, durante seu governo, teve divergências com o jovem bispo de Alexandria, Cirilo, que tinha sido apontado para suceder o Patriarcado de Alexandria depois da morte do patriarca Teófilo, seu tio. Orestes resistiu firmemente as tentativas de Cirilo de intervir em assuntos seculares.
Em uma ocasião, Cirelo enviou o gramático Hierax para descobrir secretamente o conteúdo de um edito que Orestes estava para promulgar nos shows de mímica que atraíam grandes multidões. Quando os judeus, com quem Cirilo tinha sido desentendido anteriormente, descobriram a presença de Hierax, se revoltaram, queixando-se que a presença de Hierax tinha como objetivo provocá-los. Então Orestes torturou Hierax em público em um teatro. Este ato teve dois objetivos: o primeiro foi o de conter as revoltas e o outro impor a autoridade de Orestes sobre Cirilo.
De acordo com fontes cristãs, os judeus de Alexandria tramaram contra os cristãos e assassinaram muitos deles. Cirilo reagiu e expulsou todos os judeus, ou os assassinos (segundo algumas fontes), exercendo um poder que pertenceria, de fato a Orestes. Orestes se mostrava impotente, mas mesmo assim rejeitou o gesto de Cirilo que lhe ofereceu uma Bíblia, o que significaria que a autoridade religiosa de Cirilo exigiria a aquiescência de Orestes.

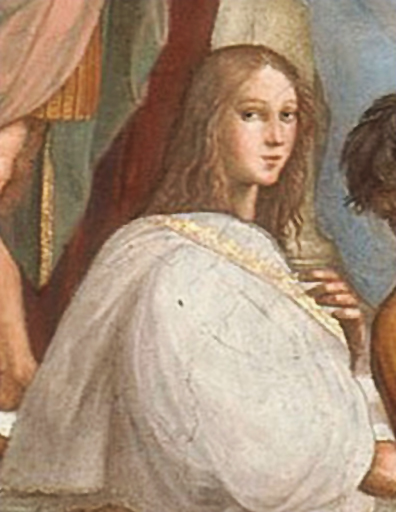
Hipátia. Detalhe de A Escola de Atenas, por Rafael, Palácio Apostólico, Roma (1509-1510).

Esta recusa quase custou a vida de Orestes. Monges do deserto da Nítria deserto instigaram, misturados à população de Alexandria, protestos contra Orestes. A violência desses monges já tinha sido utilizada quinze anos antes por Teófilo contra os chamados "Grandes Irmãos"; além disto, diz-se que Cirilo passou cinco anos em formação ascética junto deles. Os monges atacaram Orestes e o acusaram de ser um pagão; o prefeito rejeitou as acusações dizendo que tinha sido batizado pelo arcebispo de Constantinopla. Contudo, os monges não ficaram satisfeitos e um deles, Amônio, atirou uma pedra que feriu Orestes na cabeça, cobrindo-o de sangue. A guarda de Orestes, temendo ser apedrejada, fugiu deixando o prefeito sozinho. O povo de Alexandria, contudo, veio em sua ajuda, capturou Amônio e fez os monges debandarem. Amônio foi torturado em praça pública e executado. 
O prefeito escreveu ao imperador Teodósio II, relatando as ocorrências, mas Cirilo fez o mesmo contando a sua versão dos fatos. Além disto, o bispo havia tomado o corpo de Amônio, levando-o a uma igreja e mandando listá-lo entre os santos mártires com o nome de Taumásio, que, em grego clássico, significa "maravilhoso", "admirável". Segundo Sócrates Escolástico, este ato foi malvisto mesmo entre os cristãos já que Amônio teria morrido não por não renunciar a fé, mas sim por um crime comum. Cirilo, ciente disso, deixou o episódio cair no esquecimento, afirma Sócrates.
Orestes contava com o apoio político de Hipátia, uma filósofa, professora e cientista de considerável sabedoria, virtuosidade e autoridade moral na cidade Alexandria. De fato, muitos estudantes de ricas e influentes famílias se dirigiam a Alexandria com o propósito de estudar com Hipátia e muitos dos seus discípulos, mais tarde alcançavam postos de destaque no governo e na Igreja. Muitos cristãos acreditavam que a influência de Hipátia fez Orestes rejeitar as ofertas de reconciliação oferecidas por Cirilo. Historiadores modernos acreditam que Orestes cultivou seu relacionamento com Hipátia para fortalecer seu vínculo com a comunidade pagã de Alexandria, da mesma forma que fez com os judeus, de modo a lidar com maior eficácia com a difícil vida política da capital egípcia. As disputas entre Orestes e Cirilo resultaram em um fim trágico para Hipátia: uma multidão cristã tomou a filósofa de sua carruagem e brutalmente a assassinou, cortando seu corpo em pedaços e queimando os pedaços fora dos muros da cidade.
Este assassinato político teria eliminado um importante e influente suporte para o governo do prefeito, fazendo Orestes desistir de sua disputa com Cirilo e levando-o a deixar definitivamente a cidade de Alexandria.
Orestes é retratado em Ki Longfellow's Flow Down Like Silver, Hypatia of Alexandria de uma forma altamente imaginativa. No filme de 2009 Alexandria, de Alejandro Amenábar, Orestes é interpretado por Oscar Isaac. Na versão dessa obra, Hipátia é assassinada pelos parabolanos, espécie de guarda pessoal do bispo e não pelos monges nitrianos.